# 誰の為でもなく君に...
『誰の為でもなく君に...』（だれのためでもなくきみに）は2007年4月18日にコロムビアミュージックエンタテインメントから発売された河村隆一12枚目のシングル。

## 概要
「SPOON/Missing you」から3年ぶりとなるシングル。

## パッケージ仕様
DVD付の初回盤A、ブックレット写真集・写真等データが収録されたCD-ROM付の初回盤B、初回盤A/Bより2曲収録曲が多い通常盤の3形態で発売されている。

## 収録曲
作詞・作曲：河村隆一/編曲：田屋雅章

### CD
1. 誰の為でもなく君に...
  - ストリングスアレンジ：葉山拓亮
  - ソロデビュー10周年記念の最初のリリース作品。「ファンへの感謝の気持ちをこめて」と本人が語るように、歌詞は「今まで僕を支えてくれたファンへ向けて」をテーマに据えている。録り直しなしで一発録音された楽曲である。本人曰く「一発撮りじゃなきゃ出せない音もある。」「一発撮りで修正がきかないという緊張感。」河村はこの楽曲あたりから歌い方を意識的に変えたという。本人曰く「今までは声のイメージとしては空に突き抜けるイメージで歌っていた。」「自分の故郷には近くに飛行場があり、そこから飛び立つ飛行機のキーンという音をイメージして歌っていた。」「今までは音のレベルを上げると（ボリュームを上げると）耳に刺さるような、キンキンしたイメージになっていた。」「年相応の太い声を出せるようにしたかった。」「この歌い方だとレベルを上げても耳に刺さる感じがしない。」
2. Flow
  - 初回盤Aと通常盤に収録。
3. きらめきの向こう
  - 初回盤Bと通常盤に収録。
  - フジテレビ系ドキュメンタリー「13歳の遺言～健ちゃんが伝えたかったこと～」主題歌。制作秘話としてプロデューサーに「愛を歌う隆一はもう見せてもらった、命を歌う隆一を見たい」と言われたと2007年の薬師寺ライブにおいて明かしている。
4. 誰の為でもなく君に... (piano)
  - 通常盤のみ収録。

### DVD（初回盤A）
1. 誰の為でもなく君に...（promotion video）
2. 誰の為でもなく君に...（premium edition）
  - premium editionは制作中に撮りだめした中で河村が気に入ったものを急遽収録。楽曲同様一発撮り・編集なしで作られている。

### CD-ROM（初回盤B）
- 撮り下ろし写真・アーティスト写真・ジャケット・10周年記念ロゴマークなど画像データ